# Liodoryctes erythrothorax
Liodoryctes erythrothorax är en stekelart som beskrevs av Turner 1918. Liodoryctes erythrothorax ingår i släktet Liodoryctes och familjen bracksteklar. Inga underarter finns listade i Catalogue of Life.